# Río Tsaritsa

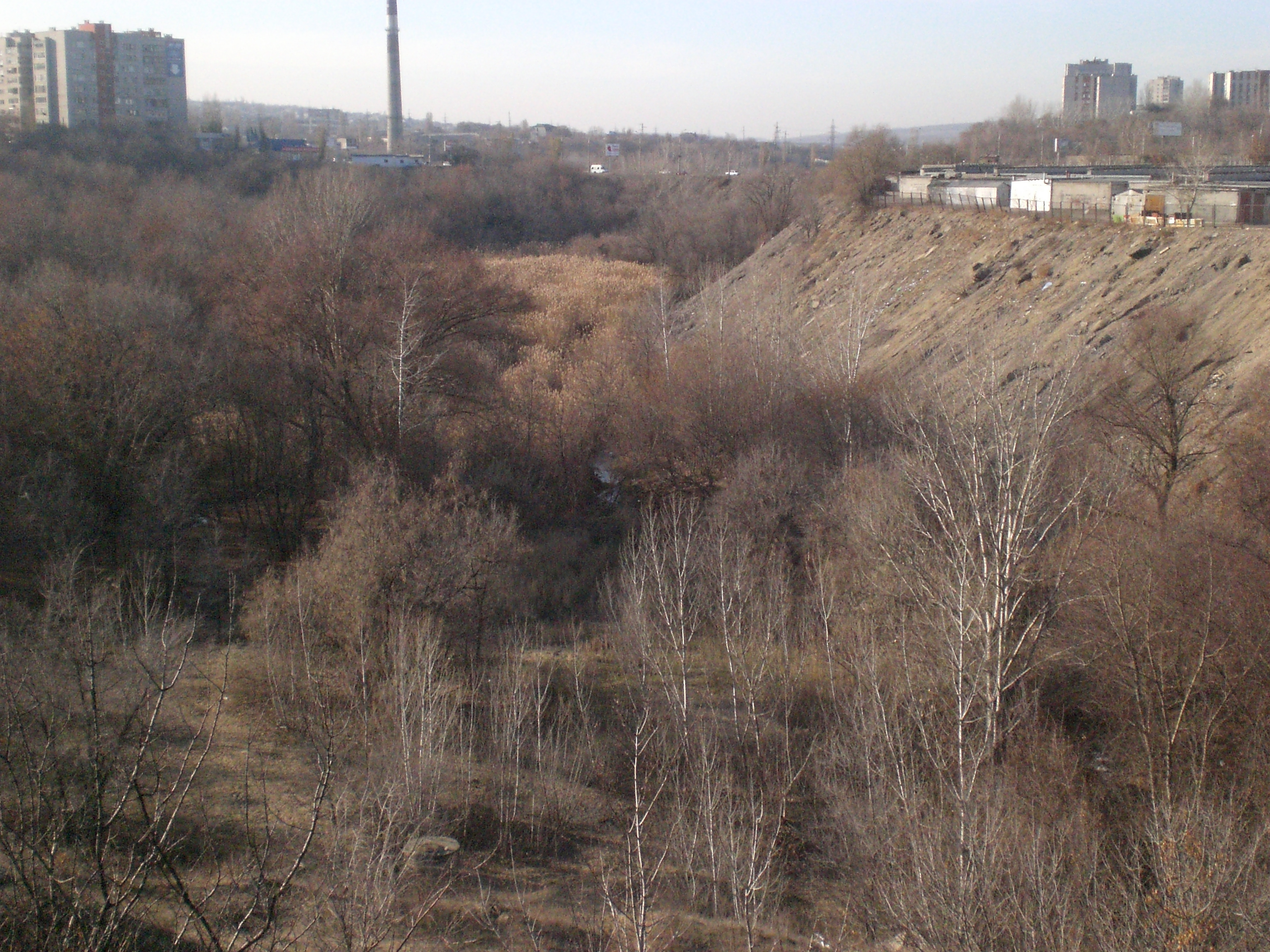

El río Tsaritsa (del ruso: Царица) es un río localizado en la parte meridional de la Rusia europea, uno de afluentes del río Volga. Su longitud total es de 16.5 km.
El Barranco Tsaritsa es una estribación rocosa de sesenta metros de profundidad situada en la parte occidental de Volgogrado (Rusia), bajo el principal área residencial. Está atravesado por el río Tsaritsa, de donde proviene el nombre que por 336 años tuvo la ciudad de Tsaritsa, hoy rebautizada Volgogrado.
Durante las primeras semanas de la batalla de Stalingrado, el general ruso Yeriómenko situó el búnker de su Cuartel General en el barranco.